# Арчеда (река)
Арче́да (устар. Арчада) — река в Волгоградской области России, левый приток Медведицы. Длина реки составляет, по разным сведениям, 162 или 167 км. Площадь водосборного бассейна — 2050 км². На всём протяжении несудоходна. Арчеда протекает по территории Ольховского, Фроловского и Серафимовичского районов. На реке находится город Фролово, железнодорожная станция в центре города названа по реке — Арчеда.

## Течение
Арчеда берёт начало на юго-восточном склоне Доно-Медведицкой гряды на юго-западной окраине Приволжской возвышенности на территории Ольховского района на высоте 150—160 метров над уровнем моря. Верховье реки течёт в южном направлении. У хутора Арчедино-Чернушинский, — первого населённого пункта на реке, и где сооружена плотина, образующая Чернушенский пруд, река поворачивает на юго-запад, и течёт практически вдоль трассы 18А-4 «Фролово — Камышин». У хутора Амелино в Арчеду справа впадает крупнейший приток, — река Дубовая, протяжённостью 11 километров. До хутора Терновка Арчеда протекает севернее трассы. В самом хуторе трасса пересекает реку и вскоре уходит на север во Фролово. В верхнем течении выделяют 1—2 речные террасы, а ширина долины варьируется от 100 метров до максимального значения в 200 метров в районе хутора Терновка.
Перед Фролово изменяется характер долины реки — пойменно-террасный комплекс сужается до первых сотен метров, а направление течения меняется на северо-западное. Здесь находятся несколько каменных карьеров, в том числе и закрытые, затопленные водой. В межень русло реки разбивается на отдельные плёсы и перекаты, поскольку вода уходит в карстовые полости.
После города Арчеда пересекает трассу Р22 «Волгоград — Москва» и попадает в Арчединско-Донские пески. У хутора Ветютнев ширина пойменно-террасного комплекса достигает максимального значения в 3 км. Вновь появляется постоянный водоток. Такой вид долина сохраняет до впадения в Медведицу на высоте 64 метров над уровнем моря, ниже хутора Нижнянка.
Русло реки сильно извилистое. Берега слабо асимметричны, в некоторых местах обрывистые. Характер реки на всём протяжении равнинный, течение спокойное, в межень скорость течения составляет 0,05—0,06 м/с.

## Расход воды
| Распределение годового стока Арчеды в хуторе Нижнянка | Распределение годового стока Арчеды в хуторе Нижнянка | Распределение годового стока Арчеды в хуторе Нижнянка | Распределение годового стока Арчеды в хуторе Нижнянка | Распределение годового стока Арчеды в хуторе Нижнянка | Распределение годового стока Арчеды в хуторе Нижнянка | Распределение годового стока Арчеды в хуторе Нижнянка | Распределение годового стока Арчеды в хуторе Нижнянка | Распределение годового стока Арчеды в хуторе Нижнянка | Распределение годового стока Арчеды в хуторе Нижнянка | Распределение годового стока Арчеды в хуторе Нижнянка | Распределение годового стока Арчеды в хуторе Нижнянка | Распределение годового стока Арчеды в хуторе Нижнянка | Распределение годового стока Арчеды в хуторе Нижнянка | Распределение годового стока Арчеды в хуторе Нижнянка | Распределение годового стока Арчеды в хуторе Нижнянка |
| Водность года                                         | Месячный и сезонный сток, в % от годового             | Месячный и сезонный сток, в % от годового             | Месячный и сезонный сток, в % от годового             | Месячный и сезонный сток, в % от годового             | Месячный и сезонный сток, в % от годового             | Месячный и сезонный сток, в % от годового             | Месячный и сезонный сток, в % от годового             | Месячный и сезонный сток, в % от годового             | Месячный и сезонный сток, в % от годового             | Месячный и сезонный сток, в % от годового             | Месячный и сезонный сток, в % от годового             | Месячный и сезонный сток, в % от годового             | Месячный и сезонный сток, в % от годового             | Месячный и сезонный сток, в % от годового             | Месячный и сезонный сток, в % от годового             |
| Водность года                                         | март                                                  | апр.                                                  | май                                                   | весна (III—V)                                         | июнь                                                  | июль                                                  | авг.                                                  | сент.                                                 | окт.                                                  | ноя.                                                  | лето — осень (VI—XI)                                  | дек.                                                  | янв.                                                  | фев.                                                  | зима (XII—II)                                         |
| ----------------------------------------------------- | ----------------------------------------------------- | ----------------------------------------------------- | ----------------------------------------------------- | ----------------------------------------------------- | ----------------------------------------------------- | ----------------------------------------------------- | ----------------------------------------------------- | ----------------------------------------------------- | ----------------------------------------------------- | ----------------------------------------------------- | ----------------------------------------------------- | ----------------------------------------------------- | ----------------------------------------------------- | ----------------------------------------------------- | ----------------------------------------------------- |
| многоводный                                           | 9,6                                                   | 61,3                                                  | 4,4                                                   | 75,3                                                  | 2,4                                                   | 2,0                                                   | 1,8                                                   | 1,8                                                   | 2,0                                                   | 2,2                                                   | 12,2                                                  | 2,8                                                   | 2,2                                                   | 7,5                                                   | 12,5                                                  |
| средний                                               | 17,2                                                  | 48,4                                                  | 7,1                                                   | 72,7                                                  | 3,1                                                   | 2,6                                                   | 2,3                                                   | 2,4                                                   | 2,9                                                   | 3,3                                                   | 16,6                                                  | 3,9                                                   | 3,2                                                   | 3,6                                                   | 10,7                                                  |
| маловодный                                            | 19,7                                                  | 34,4                                                  | 14,9                                                  | 69,0                                                  | 4,1                                                   | 3,4                                                   | 2,9                                                   | 3,1                                                   | 4,1                                                   | 4,5                                                   | 22,1                                                  | 3,5                                                   | 2,8                                                   | 2,6                                                   | 8,9                                                   |
| очень маловодный                                      | 17,5                                                  | 30,5                                                  | 13,3                                                  | 61,3                                                  | 6,0                                                   | 5,1                                                   | 4,3                                                   | 4,6                                                   | 6,1                                                   | 6,7                                                   | 32,8                                                  | 2,3                                                   | 1,9                                                   | 1,7                                                   | 5,9                                                   |

Годовой сток Арчеды составляет 0,032 км³, что соответствует среднегодовому расходу воды 1,02 м³/с. В межень расход уменьшается до 0,2 м³/с.
Питание Арчеды в основном снеговое, имеются родники. Модуль стока составляет около 1 л/(с⋅км²). В верхнем и среднем течении летом пересыхает.
Половодье на реке характеризуется резкими подъёмами, до 3 метров, и разливами воды. Например, большие половодья наблюдались в 1940, 1951 и 1956 годах. Продолжительность их составила, соответственно, 27, 28 и 23 дня, а максимальный среднесуточный расход — 119, 118 и 165 м³/с. Весной 2003 года произошло сильное наводнение: вышедшая из берегов Арчеда затопила населённые пункты, ширина разлива водной глади в отдельных местах достигала 2 км. Экстремальный паводок наблюдался в 2010, 2014, 2018 годах.
На реке расположен гидрологический пост в хуторе Нижнянка, открытый 16 июля 1935 года.
| 2014 | 307 | 25.03.2014 | 105 | 25.02.2014 | 103 | 10.08.2014 |
| 2015 | 144 | 02.02.2015 |     |            | 100 | 08.09.2015 |
| 2016 | 148 | 21.12.2016 |     |            | 105 | 01.09.2016 |
| 2017 | 143 | 01.01.2017 |     |            | 102 | 17.08.2017 |

## Геология
Большая часть долины реки выработана в четвертичных отложениях, сложена песками, суглинками, глинами плейстоцена. Изменение характера русла у Фролово приурочены к столкновению реки с Арчединской структурой — долина реки врезается в известняки, кремний, алевролиты периода карбона. Арчединско-Донские пески в нижнем течении реки образовались в процессе деградации Донского ледника, когда флювиогляциальные потоки направлялись вдоль Доно-Медведицкого вала на юг.

## Название
Существует несколько версий происхождения названия реки. По предположению Бориса Лащилина, это название связано с именем татарского князя Арчака. Однако названия рек, образованные от личных имён, — редкое явление в гидронимии. В. И. Даль объясняет слово «арчак» как «деревянный остов седла» и отмечает, что казаки были искусными арчажниками. Но определённые фонетические и словообразовательные трудности не позволяют принять такую этимологию. Наконец, наиболее вероятной является версия, по которой название реки соотносится с употребляющимся в тюркских и монгольских языках словом «арча», что переводится как можжевельник, сосна или тальник. Таким образом, название реки представляет собой сохранившееся без перевода название типа «Сосновки» или «Таловки».

## История
Одно из первых упоминаний о реке встречается в «Книге Большому чертежу» 1627 года: 

А ниже Кармыши пала въ Медвѣдицу рѣчка Арчеда. Протоку Арчеды 130 верстъ;— издание 1838 года
Арчеда протекала полностью по территории Усть-Медведицкого округа области Войска Донского. В бассейне реки проводил свои исследования Василий Васильевич Докучаев, что нашло отражение в его книге «Русский чернозём».
Во второй половине 1940-х годов в бассейне реки было открыто первое месторождение углеводородов на территории области — Арчединское. В бассейне реки расположен и разрабатывается Арчединский нефтегазоносный район.

## Экология и окружающая среда
Пойма Арчеды, покрытая в нижнем течении лесами, и Арчединско-Донские пески надпойменной террасы составляют уникальный для региона природный комплекс. Здесь проходит южная граница ареалов нескольких видов папоротников и орхидей, бобра, рыжей полёвки, обыкновенной гадюки. Иногда гнездится белый аист и другие редкие птицы. Природный комплекс Арчеды и её поймы является местом обитания некоторых живых организмов, занесённых в Красную книгу Волгоградской области. На лугах в долине Арчеды встречается ятрышник шлемоносный. В нижнем течении реки встречается украинская минога:С. 101. Ранее в верховьях Арчеды гнездился степной орёл:С. 138.
Для сохранения объектов животного и растительного мира, занесённых в Красную книгу Волгоградской области, на территории Ветютневского сельского поселения в 6 километрах на северо-запад от хутора Падок создана региональная особо охраняемая природная территория — «Грядина». До 2006 года здесь существовали два региональных ботанических памятника природы: урочище «Грядина» — сосновые насаждения на песках вдоль Арчеды, памятник лесокультурного производства, и «Воропаевская сосна» — сосновые насаждения 1885 года на песках. Также в 2006 году была ликвидирована другая особо охраняемая природная территория — водоохранная зона рек Дона и Арчеды.
Арчеда, как и другие малые реки региона, нуждается в расчистке русла. Засорение, заилевание и зарастание русла приводит к невозможности пропустить большой объём воды в весенний период и подтоплению населённых пунктов. По этим же причинам засоряются родники, питающие реку. В отдельных местах река заболачивается, в других — мелеет.
В 2020 году были выполнены работы по расчистке русла в границах города Фролово.